# Ljubomir Lovrić
Ljubomir Lovrić (Novi Sad, 28 de maio de 1920 - 26 de agosto de 1994) foi um futebolista e treinador iugoslavo, medalhista olímpico. 

## Carreira
Ljubomir Lovrić fez parte do elenco medalha de prata, nos Jogos Olímpicos de 1948, como jogadaor.

## Ligações Externas
- Perfil olímpico